# Haunetal
Haunetal è un comune tedesco di 2 949 abitanti,, situato nel land dell'Assia.